# Deense Grondwet

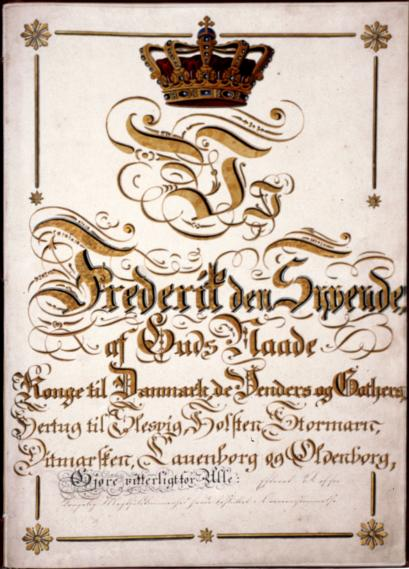
De Deense grondwet van 1849

De Deense grondwet (Deens: Grundloven), is de grondwet van Denemarken. De laatste wijziging dateert uit 1953.
De grondwet vormt samen met de Koninklijke Wet, de Troonopvolgingswet en tot op zekere hoogte de regelingen voor zelfbestuur die gelden op de Faeröer en op Groenland de centrale delen van de staatsinrichting voor het koninkrijk.

## Geschiedenis
De eerste Deense grondwet werd op 5 juni 1849 door Frederik VII ondertekend. Deze dag wordt jaarlijks gevierd op de Dag van de Grondwet (Deens: Grundlovsdagen). Met de grondwet veranderde Denemarken van een absolute in een constitutionele monarchie. Er werd een parlement (Deens: Riksdagen), met twee kamers. Er kwam een hogerhuis, de Landsting, met 66 leden en een lagerhuis, de Folketing. De leden werden direct gekozen en hiermee kreeg de wil van het volk een plaats in de besluitvorming. De grondwet gaf stemrecht aan zo'n 15% van de Deense bevolking. 
Na het verlies in de Tweede Duits-Deense Oorlog (1864) werd de grondwet herzien in 1866. De conservatieven kregen de schuld van de nederlaag, maar wilden de macht behouden. De Landsting bleef 66 leden tellen, maar hiervan werden er 12 gekozen door de koning, en de overige 54 werden indirect gekozen waarbij de helft weer door de groep grootste belastingbetalers in het land. Hiermee kregen de Landsting een zeer conservatief karakter waarmee meer progressie ideeën afkomstig uit de Folketing geblokkeerd konden worden. In deze grondwet was niet vastgelegd dat de grootste partij de regering zou vormen, ondanks de meerderheid bleef de koning conservatieve regeringsleiders aanstellen. In 1901 stond Christiaan IX toe dat de grootste partij, Venstre, kon regeren. Venstre had al sinds 1872 een meerderheid in de Folketing.
Later werd de grondwet nog gewijzigd in 1915, met stemrecht voor vrouwen en de procedure voor een grondwetwijziging werd gecompliceerder, 1920 en 1953. Bij laatste wijziging werd de Landsting opgeheven en kreeg het land een eenkamerstelsel. Verder werd de rol van de koning beperkt tot een symbolische functie. Een grondwetwijziging uit 1939 werd niet doorgevoerd omdat de bevolking tegen de wijziging stemde in een referendum. 
De wijzigingsprocedure is zo complex dat hiervan sinds 1953 geen gebruik meer is gemaakt. De procedure (neergelegd in §88) houdt in dat het Folketing eerst met gewone meerderheid een wetsvoorstel tot wijziging van de grondwet moet aannemen, waarna het Folketing ontbonden wordt en nieuwe verkiezingen worden uitgeschreven. Vervolgens moet het nieuwe Folketing opnieuw over de wet stemmen, waarbij ieder aangenomen amendement geldt als een verwerping van het voorstel. Wordt het voorstel (zonder amendementen) aangenomen, dan wordt de wet nog in een volksraadpleging voorgelegd aan de (stemgerechtigde) kiezer. Stemt een meerderheid voor de wet, dan wordt deze door de koning bekrachtigd. Vereist is echter een opkomst van minstens 40%. De bewoordingen van de grondwet laten een ruime interpretatie toe en zorgen ervoor dat een wijziging minder snel noodzakelijk is.

## Referendum
De Grondwet schrijft niet alleen voor dat grondwetswijzigingen bij referendum moeten worden goedgekeurd, de constitutie geeft ook de mogelijkheid om aangenomen wetten aan de bevolking middels een referendum voor te leggen (artikel 42). Daarnaast geeft de Grondwet in artikel 20 een regeling voor het aannemen van verdragen waarvoor een zware meerderheidseis geldt (vijf/zesde). Als niet aan die eis wordt voldaan maar wel aan een gewone meerderheid dan kan de regering het verdrag voorleggen aan de bevolking die het in een referendum met een gewone meerderheid kan goedkeuren. Deze regeling is meermaals gebruikt voor aanpassingen van EU-verdragen.